# Weston (Northamptonshire)
Weston es un pueblo del distrito de South Northamptonshire, en el condado de Northamptonshire (Inglaterra). Forma parte, junto con Weedon Lois, de la parroquia civil de Weston and Weedon. 